# Paul Lhérie

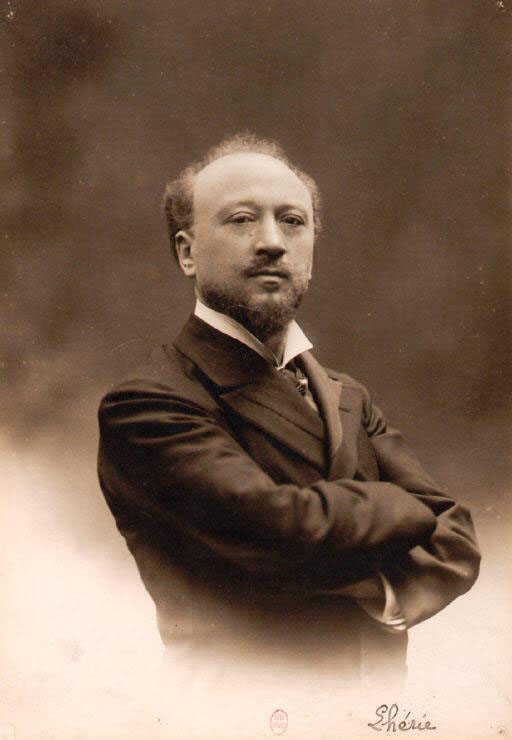
Paul Lhérie, 1890

Paul Lhérie (eigentl.: Paul Levy; * 8. Oktober 1844 in Paris; † 17. Oktober 1937 ebenda) war ein französischer Sänger (Tenor, später Bariton) und Musikpädagoge.

## Leben
Lhérie studierte am Pariser Konservatorium und debütierte 1865 an der Opéra-Comique als Bénédict in Aubers Oper L’ambassadrice. Nach Unstimmigkeiten mit dem Management verließ er 1868 die Opéra-Comique, kehrte aber nach Auftritten in Marseille und am Théâtre de la Monnaie in Brüssel 1871 dorthin zurück und trat erfolgreich in mehreren neuen Opern französischer Komponisten auf, darunter La Princesse jaune von Camille Saint-Saëns, Don César de Bazan von Jules Massenet und Le Roi l’a dit von Léo Delibes.
Zur Uraufführung von Carmen bestand Georges Bizet gegenüber den Theaterdirektoren Adolphe de Leuven und Camille du Locle auf der Besetzung des Escamillo mit Lhérie (statt des eigentlich vorgesehenen Adolphe Duchesne). Der erhoffte große Erfolg der Aufführung mit Célestine Galli-Marié blieb jedoch aus, vorrangig wegen des in der komischen Oper unüblichen tragischen Endes des Werkes.
Nach der Uraufführung der Carmen zog sich Lhérie bis Ende der 1870er Jahre vom Pariser Musikleben zurück. Anfang der 1880er Jahre wechselte er das Stimmfach vom Tenor zum Bariton. Fast zeitgleich sang er als Tenor die Titelrolle von Berlioz’ La damnation de Faust und die Baritonpartie des Hamlet von Ambroise Thomas. 1884 trat er als Posa in Verdis Don Carlo in der Scala auf, 1891 als Rabbi David in Pietro Mascagnis L’amico Fritz (mit Emma Calvé) und 1894 in Monte Carlo als Gudleik in César Francks Hulda.
Danach beendete Lhérie seine Bühnenlaufbahn und unterrichtete am Pariser Konservatorium. Zu seinen Schülern zählten Léon Rothier, David Devriès, Suzanne Cesbron-Viseur, Ginette Guillamat und Geneviève Vix. 1932 wurde er als Chevalier de la Légion d’Honneur ausgezeichnet.